# Tour de France 1930
24. Tour de France rozpoczął się 2 lipca, a zakończył 27 lipca 1930 roku w Paryżu. Zwyciężył Francuz André Leducq. W tej edycji wprowadzono klasyfikację drużynową, w której zwyciężyła reprezentacja Francji.

## Etapy
| Etap | Data     | Trasa                          | Dystans | Zwycięzca         | Lider wyścigu     |
| ---- | -------- | ------------------------------ | ------- | ----------------- | ----------------- |
| 1    | 2 lipca  | Paryż – Caen                   | 206 km  | Charles Pélissier | Charles Pélissier |
| 2    | 3 lipca  | Caen – Dinan                   | 203 km  | Learco Guerra     | Learco Guerra     |
| 3    | 4 lipca  | Dinan – Brest                  | 206 km  | Charles Pélissier | Learco Guerra     |
| 4    | 5 lipca  | Brest – Vannes                 | 210 km  | Omer Taverne      | Learco Guerra     |
| 5    | 6 lipca  | Vannes – Les Sables-d’Olonne   | 202 km  | André Leducq      | Learco Guerra     |
| 6    | 6 lipca  | Les Sables-d’Olonne – Bordeaux | 285 km  | Jean Aerts        | Learco Guerra     |
| 7    | 8 lipca  | Bordeaux – Hendaye             | 222 km  | Jules Merviel     | Learco Guerra     |
| 8    | 9 lipca  | Hendaye – Pau                  | 146 km  | Alfredo Binda     | Learco Guerra     |
| 9    | 10 lipca | Pau – Luchon                   | 231 km  | Alfredo Binda     | André Leducq      |
| 10   | 12 lipca | Luchon – Perpignan             | 322 km  | Charles Pélissier | André Leducq      |
| 11   | 14 lipca | Perpignan – Montpellier        | 164 km  | Charles Pélissier | André Leducq      |
| 12   | 15 lipca | Montpellier – Marsylia         | 209 km  | Antonin Magne     | André Leducq      |
| 13   | 16 lipca | Marsylia – Cannes              | 181 km  | Learco Guerra     | André Leducq      |
| 14   | 17 lipca | Cannes – Nicea                 | 132 km  | Louis Peglion     | André Leducq      |
| 15   | 19 lipca | Nicea – Grenoble               | 333 km  | Learco Guerra     | André Leducq      |
| 16   | 21 lipca | Grenoble – Évian-les-Bains     | 331 km  | André Leducq      | André Leducq      |
| 17   | 23 lipca | Évian-les-Bains – Belfort      | 282 km  | Frans Bonduel     | André Leducq      |
| 18   | 24 lipca | Belfort – Metz                 | 223 km  | Charles Pélissier | André Leducq      |
| 19   | 25 lipca | Metz – Charleville             | 159 km  | Charles Pélissier | André Leducq      |
| 20   | 26 lipca | Charleville – Dunkierka        | 271 km  | Charles Pélissier | André Leducq      |
| 21   | 27 lipca | Dunkierka – Paryż              | 300 km  | Charles Pélissier | André Leducq      |

## Klasyfikacje

### Generalna
| Poz. | Zawodnik          | Kraj             | Czas         |
| ---- | ----------------- | ---------------- | ------------ |
| 1.   | André Leducq      | Francja          | 172h 12' 16" |
| 2.   | Learco Guerra     | Włochy           | +14' 13"     |
| 3.   | Antonin Magne     | Francja          | +16' 03"     |
| 4.   | Jef Demuysere     | Belgia           | +21' 34"     |
| 5.   | Marcel Bidot      | Francja          | +41' 18"     |
| 6.   | Pierre Magne      | Francja          | +45' 42"     |
| 7.   | Frans Bonduel     | Belgia           | +56' 19"     |
| 8.   | Benoît Faure      | Francja          | +58' 34"     |
| 9.   | Charles Pélissier | Francja          | +1h 04' 37"  |
| 10.  | Adolf Schön       | Rzesza Niemiecka | +1h 21' 39"  |

### Drużynowa
| Poz. | Kraj             | Czas         |
| ---- | ---------------- | ------------ |
| 1.   | Francja          | 517h 34' 09" |
| 2.   | Belgia           | +1h 48' 55"  |
| 3.   | Rzesza Niemiecka | +5h 09' 59"  |
| 4.   | Włochy           | +6h 32' 42"  |
| 5.   | Hiszpania        | +6h 42' 50"  |